# Julius Heveling
Julius Heveling (* 3. Dezember 1842 in Haldern; † 25. Januar 1909 in Pfalzdorf) war ein deutscher römisch-katholischer Priester und Politiker der Zentrumspartei.

## Leben
Heveling war der Sohn von Heinrich (* 27. Oktober 1813 in Haldern; † März 1897) und Agnes Heveling (geb. Holland; * 3. Februar 1806 in Bislich; † 15. Oktober 1846 in Haldern).
Nach dem Abitur 1863 – gemeinsam u. a. mit Joseph Bautz und Karl Fritzen – am Collegium Augustinianum Gaesdonck studierte Heveling in Innsbruck Philosophie und Katholische Theologie. Nach einem Jahr im Priesterseminar in Münster empfing er dort am 3. Oktober 1867 das Sakrament der Priesterweihe. Direkt anschließend war er bis zum August 1868 in Gaesdonck als geistlicher Lehrer tätig und begab sich dann zum Weiterstudium nach Bonn, wo er an der dortigen Universität 1871 mit einer Arbeit über den französischen Humanisten François Baudouin (auch Bauduin, 1520–1573) zum Dr. phil. promoviert wurde.
Danach war Heveling zwölf Jahre lang Rektor der Katholischen Lateinschule in Berlin sowie Seelsorger in Berlin und Umgebung, ab 1885 wirkte er als Kaplan in Kleve. Am 8. März 1893 wurde er zum Pfarrer von Pfalzdorf ernannt, was er bis zu seinem Tode 1909 blieb.
Von 1896 bis 1908 gehörte Heveling als Mitglied der Zentrumspartei und Vertreter des Wahlkreises Düsseldorf 7 (Kleve) dem Preußischen Abgeordnetenhaus an.

## Ehrung
Zu Hevelings Ehren wurde 1946 in Pfalzdorf die Goebbels-Straße – vor der Zeit des Nationalsozialismus Bedburger Straße – in Hevelingstraße umbenannt.

## Werke
- Julius Heveling: De Francisco Balduino juris consulto eiusque studiis irenicis atque politicis. Georgi, Bonn 1871. (Phil. Dissertation)